# 鳥羽1番街
鳥羽1番街（とばいちばんがい）は、三重県鳥羽市鳥羽一丁目にある、観光商業施設である。略称は1番街。「鳥羽一番街」との表記もなされている。鳥羽観光会館ビル株式会社が所有する。
国道42号をはさんでJR・近鉄鳥羽駅と向かい合い、同駅とは連絡橋で結ばれている。
キャッチコピーは「鳥羽の何かが必ず見つかる」。

## 概要
鳥羽市の観光の玄関として、土産店や飲食店が多数入居している3階建のビルである。
- 敷地面積：2,181m2[4]
- 建築延面積：5,740m2[4]
- 売場面積：2,580m2[4]

2023年（令和5年）7月15日にセブン銀行の現金自動預け払い機（ATM）が設置された。同年7月5日までは、観光客の利便性を図るとともに、近くの鳥羽市営定期船を利用する鳥羽沖の離島住民向けにゆうちょ銀行のATMが置かれていた。2006年（平成18年）に当時の日本郵政公社が稼働数の少なさを理由に撤去を検討したが、地元住民の働きかけもあり、ATMは守られた。2011年5月からは、ATM利用活性化策としてATMの利用明細を提示すると5%引きとするサービスを実施していたが、後に廃止された。
2024年（令和6年）11月現在、鳥羽観光会館ビルの社長は原田佳代子が務める。同社の社長としては2代目であり、先代社長は原田の父である。2009年（平成21年）に入社して1番街のテナントで販売員を務めた後、2011年（平成23年）に社長に就任した。2024年6月から鳥羽市観光協会の会長職（20代目、女性の会長としては初）も務めている。

## 歴史
現在の鳥羽1番街のある場所は、1970年（昭和45年）に完了した佐田浜の埋め立てによりできた土地であり、当時の流行に乗ってボウリング場が開業した。しかし、ボウリングブームが去り経営が悪化すると、巷で処分の噂が立ち、鳥羽駅前という重要な場所が三重県外の資本に流れることが懸念された。そこで、地元では観光地鳥羽の玄関口にふさわしい観光ショッピングセンターと郷土資料館を併設した「観光ガイドセンター」を造る計画が持ち上がった。
そこで1976年（昭和51年）3月1日に、岩崎町・鳥羽市開発公社・鳥羽パールビルが出資して、鳥羽観光会館ビル株式会社を発足させ、翌1977年（昭和52年）3月18日にボウリング場を大幅に改造して鳥羽一番街が誕生した。この時点では飲食店と物販施設から成り、計画にあった「郷土資料館」の機能はなかった。鳥羽駅前という立地条件から土産・食事の提供を主としつつ、鳥羽沖の離島住民の役に立つことも掲げていたため、開業当初は日用品の販売店もあった。また従業員の退勤時間は鳥羽市営定期船の最終便を考慮して設定していた。
2000年代以降、伊勢志摩バリアフリーツアーセンター事務局の開設、まつりミュージアムや鳥羽三女神の代理受付所設置などが行われ、「観光ガイドセンター」を造るという当初の計画は現実のものとなった。2011年（平成23年）に鳥羽観光会館ビルの社長が原田佳代子に代わり、伊勢茶の飲み処・キッズルーム・ゆったり鳥羽湾展望室を設置したほか、キャラクターショップやジェラート店など新規テナントの誘致に取り組んだ。なお、このジェラート店は出店当初はOEM製品を販売していたが、三重県産業支援センターの協力を得て、自社製造に切り替えている。2014年（平成26年）、鳥羽一番街の近くに鳥羽マルシェが開業し、一番街ではマルシェとのすみわけを検討すると同時に相乗効果に期待する動きが見られた。
2017年（平成29年）に開業40周年を迎え、目玉企画として最低1坪と1つの陳列棚から出店希望者に貸し出す「鳥羽1チャレンジマーケット」を実施した。これは、テナント区画を1つの出店者で埋めることが難しかったために企画したものであり、北海道から沖縄県まで出店希望者が集まった。チャレンジマーケットの運営は鳥羽観光会館ビルが担うため、出店者は自身の販売員を置く必要がない。
新型コロナウイルス感染症対策として、2021年（令和3年）に店舗屋外にワカメや伊勢うどんなど18種の土産を売る自動販売機を設置した。

### かつてあったコーナー
2005年（平成17年）時点では、鳥羽市内の祭りを人形やビデオなどで紹介するコーナーとして「鳥羽まつりミュージアム」が3階に設けられていた。
2011年（平成23年）時点では、「鳥羽三女神めぐり」として、三女神に願いを届ける代理受付所が各階に1か所ずつ設けられていた。「鳥羽三女神」（とばさんめしん）とは、鳥羽市内にいる女性の願いを叶えると言われている3柱の女神の総称であり、1階には「女性の願いなら何でも1つ叶える」相差町の石神さん、2階には「縁結び」にご利益のある安楽島町の伊射波神社、3階には「女性の病や安産」にご利益のある河内町の彦瀧大明神の受付所を設置していた。各代理受付所は神社を模した造りになっており、願い事を書いて投じるための願い箱が置かれていた。投じられた願い事は鳥羽1番街の職員が各神社へ代理参拝により届けられていた。2025年（令和7年）現在は2階に「鳥羽三女神お願いごと代理受付所」として1ヶ所でそれぞれの願いごとを受付ける願い箱を設置している。

## フロア構成
開業時より観光客の利便性に配慮して、1階と2階を土産などの物販店のフロア、3階を飲食店のフロアとしている
。
| 階  | フロア構成 | 店舗 |
| 1階 | 土産物店   | 土産物 - マルタ・金子商店・珍海堂 真珠店 - しろやま真珠・高藏屋真珠店 デザート - ミネルヴァ その他 - 鳥羽一番旅コンシェルジュ・伊勢志摩バリアフリーツアーセンター・ほ〜っこり癒し処 |
| 2階 | 土産物店   | 土産物 - ミネルヴァ食品館 真珠店 - トバパール・長谷川パール その他 - 鳥羽１チャレンジマーケット・セブン銀行ATM・どんぐりの森休憩所・美＊Site                                        |
| 3階 | 飲食店     | 和食 - 味佐々・麺処吉平・えびしま・秀丸・浜幸 喫茶店 - 喫茶チェリー その他 - ゲームコーナー・イベント広場・ギャラリー・休憩所                                                       |

## 特色
土地の所有者は鳥羽観光会館ビル株式会社であるが、運営は同社ではなく、入居テナントで構成する鳥羽1番街協同組合が行っている。鳥羽観光会館ビル社長は鳥羽1番街の販売員であった経験を活かし、テナント企業への支援を行っている。
「鳥羽一番旅コンシェルジュ」では、観光案内のほか、有料で手荷物預かりやレンタサイクルの貸し出しを行っている。元は、パッケージツアー客の割引券引換所であったが、その際に観光案内を求められたことを契機として、2014年（平成26年）に開設した。観光案内は「鳥羽を起点に旅をする」をコンセプトとして、鳥羽市だけでなく尾鷲市など鳥羽以南の広域まで対応できるようにしている。
2024年（令和6年）11月現在、一風変わった味のキャラメルが入ったガチャの筐体が2階に置かれている。
客層は季節性があり、春休みは学生、夏は家族連れ、秋は高齢者が多い。来店客は従来、奈良県や大阪府からが多かったが、次第に愛知県・岐阜県・三重県北部の比重が増え、新名神高速道路開通後は滋賀県や京都府も増えてきている。2018年（平成30年）からは訪日外国人旅行客にも照準を合わせ、京菓子や和モダンの小物などの販売を開始した。

### 伊勢志摩バリアフリーツアーセンター
伊勢志摩バリアフリーツアーセンターは、2002年（平成14年）に発足した伊勢志摩を訪れる高齢者や障害者向けに観光施設等のバリアフリー情報を提供する特定非営利活動法人である。鳥羽１番街1階にある。観光事業者へのバリアフリー化のための提言やもてなしの向上に向けた活動をも行う。

## 交通
鳥羽一番街の周辺は、各種交通機関が集まるターミナルになっている。
- JR参宮線・近鉄鳥羽線・同志摩線鳥羽駅より近鉄側連絡橋（2番出口）利用、すぐ。鳥羽一番街の2階と接続している。
- 三重交通・かもめバス鳥羽バスセンターより連絡橋利用、すぐ。
- 鳥羽市営定期船・志摩マリンレジャー鳥羽マリンターミナル（佐田浜桟橋）より徒歩約10分（約800m）。
- 伊勢二見鳥羽ライン鳥羽ICより国道42号経由、自動車で約8分（約3.5km）。鳥羽一番街付近に鳥羽市営佐田浜駐車場（有料）がある。鳥羽一番街での飲食・購入金額により駐車料金の割引が受けられる[23]。